# Serhij Ryżuk
Serhij Mykołajowycz Ryżuk (ur. 20 stycznia 1950 w Cudnowie) – ukraiński polityk, przewodniczący Żytomierskiej Obwodowej Administracji Państwowej.
W 1973 ukończył Żytomierski Instytut Rolniczy, i rozpoczął działalność w Komunistycznej Partii Związku Radzieckiego (działał w niej do rozwiązania).
Był dwukrotnie przewodniczącym Żytomierskiej ODA – od 11 stycznia 2004 do 3 lutego 2005, oraz od 18 marca 2010. Od 19 kwietnia 2002 do 11 stycznia 2004 był ministrem polityki rolnej.
Członek Partii Regionów, deputowany Rady Najwyższej Ukrainy V i VI kadencji.